# Scolecithricella dentata
Scolecithricella dentata is een eenoogkreeftjessoort uit de familie van de Scolecitrichidae. De wetenschappelijke naam van de soort is voor het eerst geldig gepubliceerd in 1893 door Giesbrecht.